# Jean Peeters
Pour les articles homonymes, voir Peeters.
Jean Peeters est un universitaire français spécialiste des études anglophones. Il est président de l'université de Bretagne-sud du 22 mars 2012 au 30 juin 2020.

## Formation
Originaire de Port-Louis dans le Morbihan, il étudie au lycée Saint-Louis de Lorient où il obtient un bac A5 (3 langues), puis à l'université Rennes 2 où il décroche une maîtrise d'anglais en 1987, un doctorat en linguistique générale en 1996 et une habilitation à diriger des recherches (HDR) en 2003. Il décroche le CAPES d'anglais en 1988 puis l'agrégation d'anglais en 1989 et commence à enseigner dans le secondaire au lycée Laplace de Caen, puis au collège de Portbail. Il enseigne ensuite à l'IUT de Rennes de 1990 à 1996 (département GEA), tout en préparant son doctorat.

## Carrière universitaire

### Enseignement et recherche
Il rejoint l'université de Bretagne-Sud au moment de sa création en 1996 comme maître de conférences, puis acquiert le statut de professeur des universités en 2003. Ses recherches portent sur le domaine de la traductologie et traitent de l'inscription sociale des traductions. Il a effectué une vingtaine de communications et une trentaine de publications dont quatre livres. Il a également dirigé trois thèses et a codirigé quatre thèses.
Il est professeur associé au laboratoire de recherche « Paratraduccion » de l'université de Vigo.

### Fonctions administratives
Il dirige le département LLCE anglais de l'université de Bretagne-sud de 1999 à 2002, puis la formation de la 3e année de licence, puis le master recherche Littératures et langages en 2004.
Il occupe la vice-présidence de l'université chargée des relations internationales de 2005 à 2010 et est membre du conseil scientifique et du conseil des études et de la vie universitaire, puis du conseil d’administration de l'établissement à partir de 2010. Pendant sa vice-présidence aux relations internationales, l’établissement passe de la 50e place au niveau français en termes d'échange étudiant en mobilité sortante (225 étudiants en 2005) à la 4e place (464 étudiants en 2008). Le pourcentage de doctorants en cotutelle de thèse passe de 10,83 % à 17 % sur la même période, et le nombre d'accords d'échange avec des établissements étrangers passe lui d'une quarantaine à une centaine.

### Présidence de l'UBS
Il se présente début 2012 à l'élection pour la présidence de l'université de Bretagne-sud face au président sortant, Olivier Sire. Ce dernier est mis en difficulté, et Jean Peeters est élu pour lui succéder le 22 mars 2012. C'est alors la première fois que cette université est dirigée par un président qui n'est pas issu de la filière scientifique. Il s'entoure alors de huit vice-présidents, dont quatre issus de la précédente équipe, et deux ayant des missions tournées vers les entreprises.
Au niveau immobilier, plusieurs réalisations commencées par ses prédécesseurs aboutissent sous sa présidence. L'école d'ingénieur de l'université doit emménager dans ses nouveaux locaux sur le campus de Saint-Maudé à Lorient en janvier 2013, tout comme la faculté de droit qui doit emménager dans ses nouveaux locaux sur le campus de Tohannic à Vannes en février 2013. Le projet d'utilisation de l'ancienne école de police dans le centre de Vannes entamée par son prédécesseur est arrêtée faute de financements, l'établissement connaissant à l'époque des difficultés financières à la suite de l'application de la LRU.
Il prend position avec huit autres présidents d'universités de sciences humaines en juin 2012 dans une tribune publiée dans Le Monde pour augmenter le financement public de ce type d’établissement.

## Autre activité
Il est secrétaire général de l'association qui gère le Festival interceltique de Lorient de 2002 à 2010, et y est bénévole depuis 1983. Le 29 mai 2019, il est élu président du Festival Interceltique de Lorient. Il démissionne le 24 août 2022.